# Đài phun nước Matthias

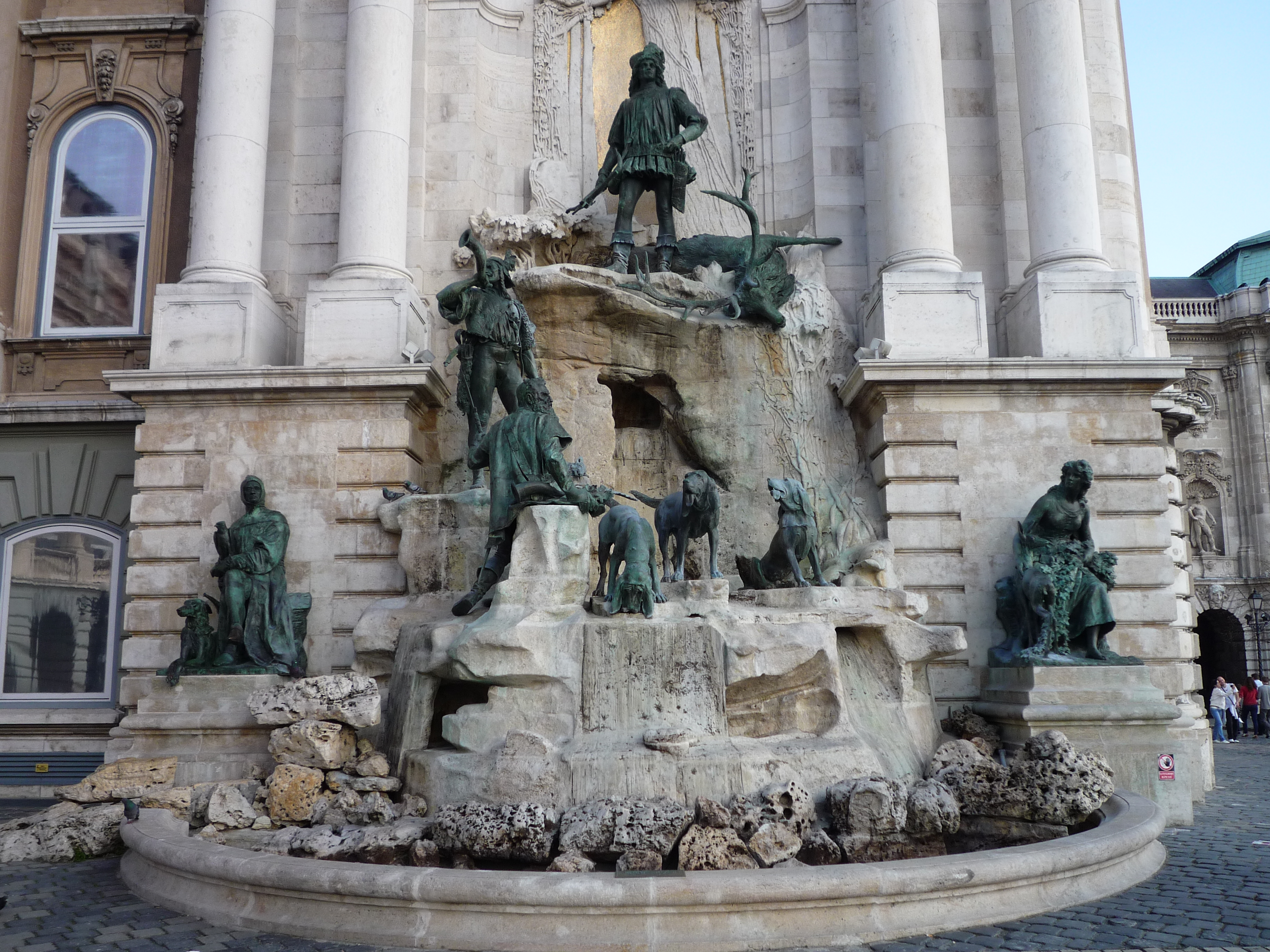
Đài phun nước Matthias (Budapest)

Đài phun nước Matthias (tiếng Hungary: Mátyás kútja) là một đài phun nước hoành tráng với một nhóm các tác phẩm điêu khắc độc đáo, tọa lạc ở phía tây lâu đài Buda, Budapest, Hungary.
Công trình này mang phong cách Tân Baroque, là tác phẩm chung của nhà điêu khắc Alajos Stróbl và bậc thầy xây dựng Alajos Hauszmann. Đài phun nước Matthias được khánh thành vào năm 1904. Đây là một trong những địa danh thu hút du khách yêu thích chụp ảnh mỗi khi có dịp đến thủ đô Budapest.

## Mô tả
Nhóm tác phẩm điêu khắc tại đài phun nước khắc họa hình ảnh vua Matthias đang đi săn cùng với các lính sai. Vua Matthias đang đứng trên đồi đá cao nhất trong khi mặc một bộ trang phục săn bắn. Người đang cầm một chiếc nỏ bằng tay phải. Dưới chân trái đức vua có một con nai khổng lồ đang nằm chết. Trên những tảng đá thấp hơn, một tên tay sai đang thổi tù và, trong khi một tên tay sai khác đang quay lưng lại, dựa vào một tảng đá gần ba chú chó săn.
Ngoài ra, còn có hai bức tượng khác ở hai bên thành đài phun nước. Bức tượng cô gái là Szép Ilonka - nhân vật nữ chính xinh đẹp xuất hiện trong bản ballad nổi tiếng thế kỷ 19 của Mihály Vörösmarty (một nhà thơ - nhà soạn kịch nổi tiếng người Hungary). Dựa theo nội dung bản ballad, trong chuyến săn bắn, cô gái nghèo Ilonka và vua Matthias có với nhau một câu chuyện tình yêu buồn (vì vua không chịu để lộ thân phận). Khi đang yêu nhau say đắm, Ilonka bất ngờ biết được danh tính thực sự của vị vua trẻ, nên cô đã rất tuyệt vọng vì sự chênh lệch giai cấp. Cô đã chết vì trái tim tan vỡ. Bức tượng còn lại là Galeotto Marzio - sử gia người Ý làm việc trong triều đình vua Matthias. Ông đang nghỉ ngơi cùng một chú chó khác và một con chim ưng (đậu trên cánh tay ông).